# Internazionali d'Italia 2016 - Qualificazioni singolare maschile
Le qualificazioni del singolare maschile dell'Internazionali d'Italia 2016 sono state un torneo di tennis preliminare per accedere alla fase finale della manifestazione. I vincitori dell'ultimo turno sono entrati di diritto nel tabellone principale. In caso di ritiro di uno o più giocatori aventi diritto a questi sono subentrati i lucky loser, ossia i giocatori che hanno perso nell'ultimo turno ma che avevano una classifica più alta rispetto agli altri partecipanti che avevano comunque perso nel turno finale.

## Teste di serie
1. Lucas Pouille (ultimo turno, Lucky loser)
2. Aljaž Bedene (qualificato)
3. Paul-Henri Mathieu (primo turno)
4. Denis Kudla (ultimo turno)
5. Malek Jaziri (primo turno, ritirato)
6. Robin Haase (ultimo turno)
7. Íñigo Cervantes (qualificato)

1. Dušan Lajović (primo turno)
2. Taylor Fritz (primo turno)
3. Damir Džumhur (qualificato)
4. Rajeev Ram (ultimo turno)
5. Ernests Gulbis (qualificato)
6. Michail Kukuškin (qualificato)
7. Benjamin Becker (ritirato)

## Qualificati
1. Michail Kukuškin
2. Aljaž Bedene
3. Stéphane Robert
4. Ernests Gulbis

1. Filippo Volandri
2. Damir Džumhur
3. Íñigo Cervantes

### Lucky loser
1. Lucas Pouille

## Tabellone qualificazioni

### Legenda
| - Q = Qualificato - WC = Wild card - LL = Lucky loser | - ALT = Alternate - SE = Special Exempt - PR = Protected Ranking | - w/o = Walkover - r = Ritirato - d = Squalificato |

### Sezione 1
|  | Primo turno | Primo turno      | Primo turno      | Primo turno | Primo turno |  |  | Ultimo turno | Ultimo turno     | Ultimo turno     | Ultimo turno | Ultimo turno |  |
|  |             |                  |                  |             |             |  |  |              |                  |                  |              |              |  |
|  | 1           | Lucas Pouille    | Lucas Pouille    | 6           | 6           |  |  |              |                  |                  |              |              |  |
|  |             | Andrea Arnaboldi | Andrea Arnaboldi | 2           | 3           |  |  | 1            | Lucas Pouille    | Lucas Pouille    | 5            | 2            |  |
|  | Alt         | Federico Gaio    | 7                | 4           | 4           |  |  | 13           | Michail Kukuškin | Michail Kukuškin | 7            | 6            |  |
|  | 13          | Michail Kukuškin | 62               | 6           | 6           |  |  |              |                  |                  |              |              |  |

### Sezione 2
|  | Primo turno | Primo turno       | Primo turno       | Primo turno | Primo turno |  |  | Ultimo turno | Ultimo turno      | Ultimo turno      | Ultimo turno | Ultimo turno |  |
|  |             |                   |                   |             |             |  |  |              |                   |                   |              |              |  |
|  | 2           | Aljaž Bedene      | 4                 | 6           | 6           |  |  |              |                   |                   |              |              |  |
|  | WC          | Omar Giacalone    | 6                 | 3           | 1           |  |  | 2            | Aljaž Bedene      | Aljaž Bedene      | 6            | 6            |  |
|  |             | Kenny de Schepper | Kenny de Schepper | 6           | 7           |  |  |              | Kenny de Schepper | Kenny de Schepper | 3            | 3            |  |
|  | 8           | Dušan Lajović     | Dušan Lajović     | 3           | 5           |  |  |              |                   |                   |              |              |  |

### Sezione 3
|  | Primo turno | Primo turno        | Primo turno | Primo turno | Primo turno |  |  | Ultimo turno | Ultimo turno    | Ultimo turno    | Ultimo turno | Ultimo turno |  |
|  |             |                    |             |             |             |  |  |              |                 |                 |              |              |  |
|  | 3           | Paul-Henri Mathieu | 2           | 6           | 5           |  |  |              |                 |                 |              |              |  |
|  |             | Stéphane Robert    | 6           | 4           | 7           |  |  |              | Stéphane Robert | Stéphane Robert | 6            | 6            |  |
|  |             | Santiago Giraldo   | 6           | 3           | 63          |  |  | Alt          | Matteo Donati   | Matteo Donati   | 2            | 4            |  |
|  | Alt         | Matteo Donati      | 4           | 6           | 7           |  |  |              |                 |                 |              |              |  |

### Sezione 4
|  | Primo turno | Primo turno          | Primo turno          | Primo turno | Primo turno |  |  | Ultimo turno | Ultimo turno   | Ultimo turno   | Ultimo turno | Ultimo turno |  |
|  |             |                      |                      |             |             |  |  |              |                |                |              |              |  |
|  | 4           | Denis Kudla          | Denis Kudla          | 7           | 6           |  |  |              |                |                |              |              |  |
|  | Alt         | Alessandro Giannessi | Alessandro Giannessi | 63          | 4           |  |  | 4            | Denis Kudla    | Denis Kudla    | 3            | 2            |  |
|  |             | Luca Vanni           | Luca Vanni           | 2           | 4           |  |  | 12           | Ernests Gulbis | Ernests Gulbis | 6            | 6            |  |
|  | 12          | Ernests Gulbis       | Ernests Gulbis       | 6           | 6           |  |  |              |                |                |              |              |  |

### Sezione 5
|  | Primo turno | Primo turno      | Primo turno | Primo turno | Primo turno |  |  | Ultimo turno | Ultimo turno     | Ultimo turno | Ultimo turno | Ultimo turno |  |
|  |             |                  |             |             |             |  |  |              |                  |              |              |              |  |
|  | 5           | Malek Jaziri     | 4           | 1           | r           |  |  |              |                  |              |              |              |  |
|  | Alt         | Filippo Volandri | 6           | 4           |             |  |  | Alt          | Filippo Volandri | 1            | 6            | 6            |  |
|  |             | Radek Štěpánek   | 4           | 7           | 6           |  |  |              | Radek Štěpánek   | 6            | 3            | 3            |  |
|  | 9           | Taylor Fritz     | 6           | 64          | 1           |  |  |              |                  |              |              |              |  |

### Sezione 6
|  | Primo turno | Primo turno      | Primo turno      | Primo turno | Primo turno |  |  | Ultimo turno | Ultimo turno  | Ultimo turno | Ultimo turno | Ultimo turno |  |
|  |             |                  |                  |             |             |  |  |              |               |              |              |              |  |
|  | 6           | Robin Haase      | Robin Haase      | 6           | 6           |  |  |              |               |              |              |              |  |
|  | WC          | Lorenzo Giustino | Lorenzo Giustino | 2           | 4           |  |  | 6            | Robin Haase   | 2            | 6            | 4            |  |
|  | WC          | Andrea Vavassori | Andrea Vavassori | 4           | 1           |  |  | 10           | Damir Džumhur | 6            | 2            | 6            |  |
|  | 10          | Damir Džumhur    | Damir Džumhur    | 6           | 6           |  |  |              |               |              |              |              |  |

### Sezione 7
|  | Primo turno | Primo turno     | Primo turno     | Primo turno | Primo turno |  |  | Ultimo turno | Ultimo turno    | Ultimo turno | Ultimo turno | Ultimo turno |  |
|  |             |                 |                 |             |             |  |  |              |                 |              |              |              |  |
|  | 7           | Íñigo Cervantes | Íñigo Cervantes | 6           | 6           |  |  |              |                 |              |              |              |  |
|  |             | Thomas Fabbiano | Thomas Fabbiano | 4           | 3           |  |  | 7            | Íñigo Cervantes | 6            | 2            | 7            |  |
|  | WC          | Matteo Viola    | 6               | 3           | 3           |  |  | 11           | Rajeev Ram      | 4            | 6            | 5            |  |
|  | 11          | Rajeev Ram      | 1               | 6           | 6           |  |  |              |                 |              |              |              |  |